# Ricky (2025)
Ricky ist ein US-amerikanischer Spielfilm von Rashad Frett aus dem Jahr 2025. Die Hauptrolle in dem Drama übernahm Stephan James. Die Weltpremiere erfolgte Ende Januar im Rahmen des Sundance Film Festivals 2025.

## Handlung
Der 30-jährige Ricky musste seit dem Jugendalter eine Haftstrafe absitzen. Nachdem der attraktive und gutmütige Afroamerikaner aus dem Gefängnis entlassen wurde, muss er lernen, im Leben auf eigenen Beinen zu stehen. Er zieht zu seiner aus der Karibik stammenden gottesfürchtigen Mutter nach Hartford (Connecticut). Da er seine Pubertät im Gefängnis erlebte, muss er lernen, mit Frauen umzugehen. Auch sind ihm Smartphones oder die Netiquette in den Sozialen Medien fremd. Wird ihm sein Talent als Barbier zu einer festen Anstellung verhelfen? Seine Gehversuche in Freiheit werden von der hartgesottenen Bewährungshelferin Joanna kritisch beäugt, die aber ein großes Herz hat.

## Veröffentlichung und Rezeption
Ricky wurde am 24. Januar 2025 beim 41. Sundance Film Festival uraufgeführt. Dort wurde das Werk in den Hauptwettbewerb für US-amerikanische Spielfilme (englisch: „U.S. Dramatic Competition“) eingeladen.
Von den auf der Website Rotten Tomatoes aufgeführten über ein Dutzend Kritiken sind 82 Prozent positiv bei einer durchschnittlichen Bewertung mit 6,9 von 10 möglichen Punkten. Ein ähnliches Bild hinsichtlich der Bewertung ergibt sich auf der Website Metacritic. Dort erhielt Fretts Regiearbeit 81 von 100 möglichen Punkten, basierend auf vier ausgewerteten englischsprachigen Kritiken. Dies entspricht hinsichtlich ausgewerteter Rezensionen allgemeine Anerkennung („Universal Acclaim“).

## Auszeichnungen
Ricky erhielt beim Sundance Film Festival 2025 eine Einladung in den Wettbewerb um den Hauptpreis für den besten US-amerikanischen Spielfilm. Dort wurde Rashad Frett für die Beste Regie ausgezeichnet.